# عید دیدنی
عید دیدنی یا دید و بازدید نوروزی از رسم‌های نوروز است. بر پایهٔ این رسم، نخست از بزرگان فامیل یا طایفه و شخصیت‌های اجتماعی دیدار می‌شود. این دیدارها و مهمانی‌ها میان خویشاوندان، دوستان، همسایگان، همکاران و آشنایان دور و نزدیک انجام می‌شود و معمولاً از روز اول فروردین تا سیزده فروردین و گاه تا آخر فروردین انجام می‌شود. بیشتر، میزبان در روزی دیگر «بازدید پس می‌دهد» و به دیدن مهمانانش می‌رود. در منابع تاریخی به عید دیدنی رسمی درباریان، امیران و رئیسان اشاره شده‌است.
آیین‌های نوروزی مانند عید دیدنی، در تقابل با زندگی روزمره انسان را از جهانی واقعی به دنیایی خیالی می‌برد و آمادهٔ یک زندگی نو و تولد دوباره می‌کند.

## پیشینه در کشورها

### ایران
تا هنگامی که مسافرت نوروزی در ایران گسترش نیافته‌بود، در شهرهای این کشور و محله‌هایی که آشنایی‌های شغلی و رابطه‌های چهره‌به‌چهره‌ای وجود داشت، بازدیدهای نوروزی وظیفه‌ای حتی الزامی به‌شمار می‌رفته‌است. رسانه‌های ایرانی، نوروز را فرصتی برای دید و بازدیدها دانسته‌اند.
در ۲۸ اسفند ۱۳۹۸، با توجه به گسترش ویروس کرونا در ایران، به مردم این کشور پیشنهاد شد که «عید دیدنی» را به «عید شنیدنی» تبدیل کنند و با بهره‌گیری از تلفن و اینترنت، با هم، تماس بگیرند.